# فرانک سیلوستره
فرانک سیلوستره (فرانسوی: Franck Silvestre‎؛ زادهٔ ۵ آوریل ۱۹۶۷) بازیکن سابق فوتبال اهل فرانسه است.
از باشگاه‌هایی که در آن بازی کرده‌است می‌توان به باشگاه فوتبال مون‌پلیه، باشگاه فوتبال اوسر، باشگاه فوتبال سوشو، باشگاه فوتبال اشتورم گراتس، و باشگاه فوتبال باستیا اشاره کرد.
وی همچنین در تیم‌های ملی فوتبال زیر ۲۱ سال فرانسه و فرانسه بازی کرده‌است.